# Пэсан (станция метро)
«Пэсан» (кор. 배산) — подземная станция Пусанского метро на Третьей линии. Она представлена двумя боковыми платформами. Станция обслуживается Пусанской транспортной корпорацией. Расположена в квартале Йонсан-дон административного района Йондже-гу города-метрополии Пусан (Республика Корея). На станции установлены платформенные раздвижные двери.
Как следует из названия, гора Пэсан находится надалеко от станции.
Станция была открыта 28 ноября 2005 года.